# 港島太平洋酒店

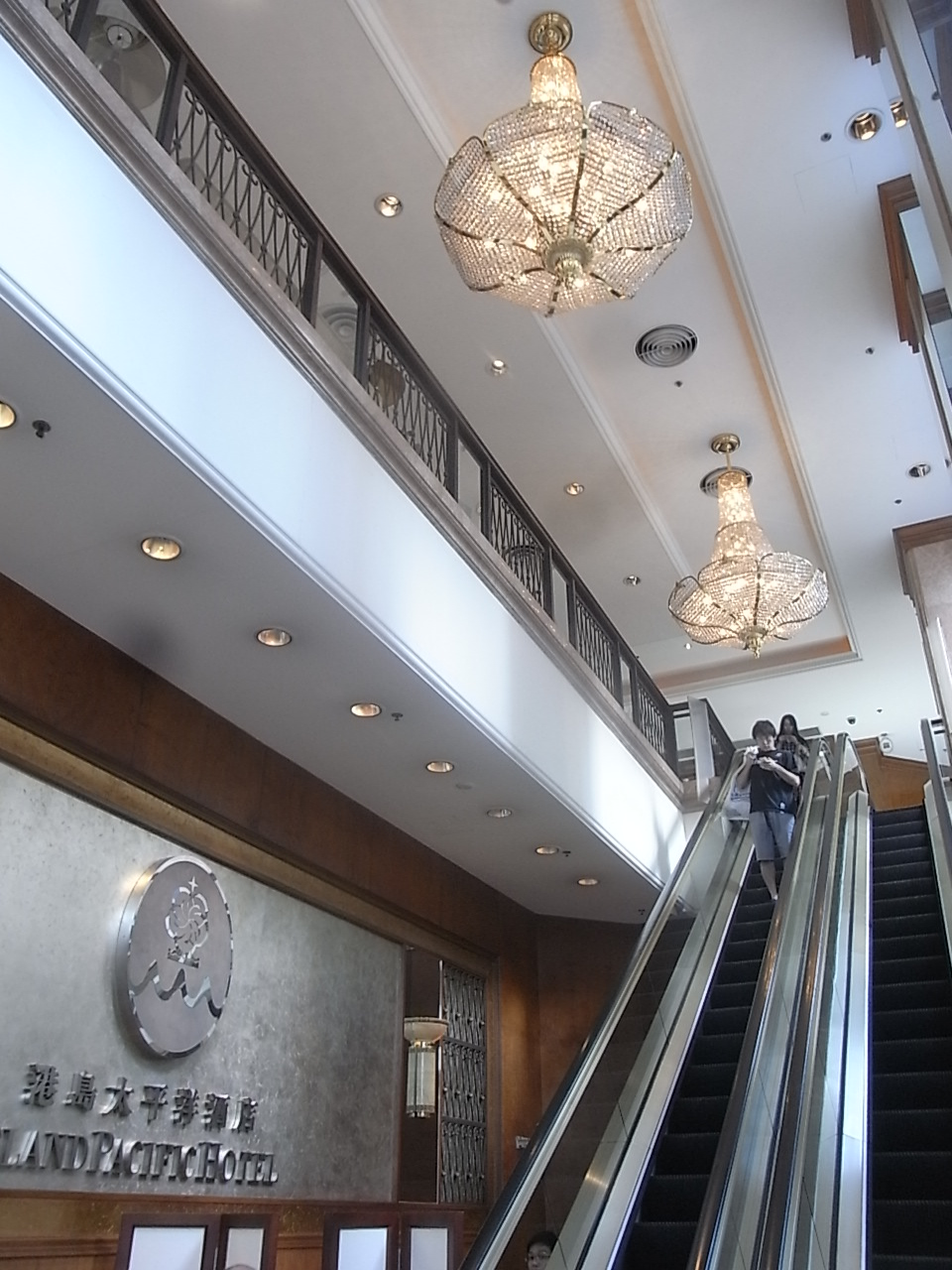
酒店入口大堂

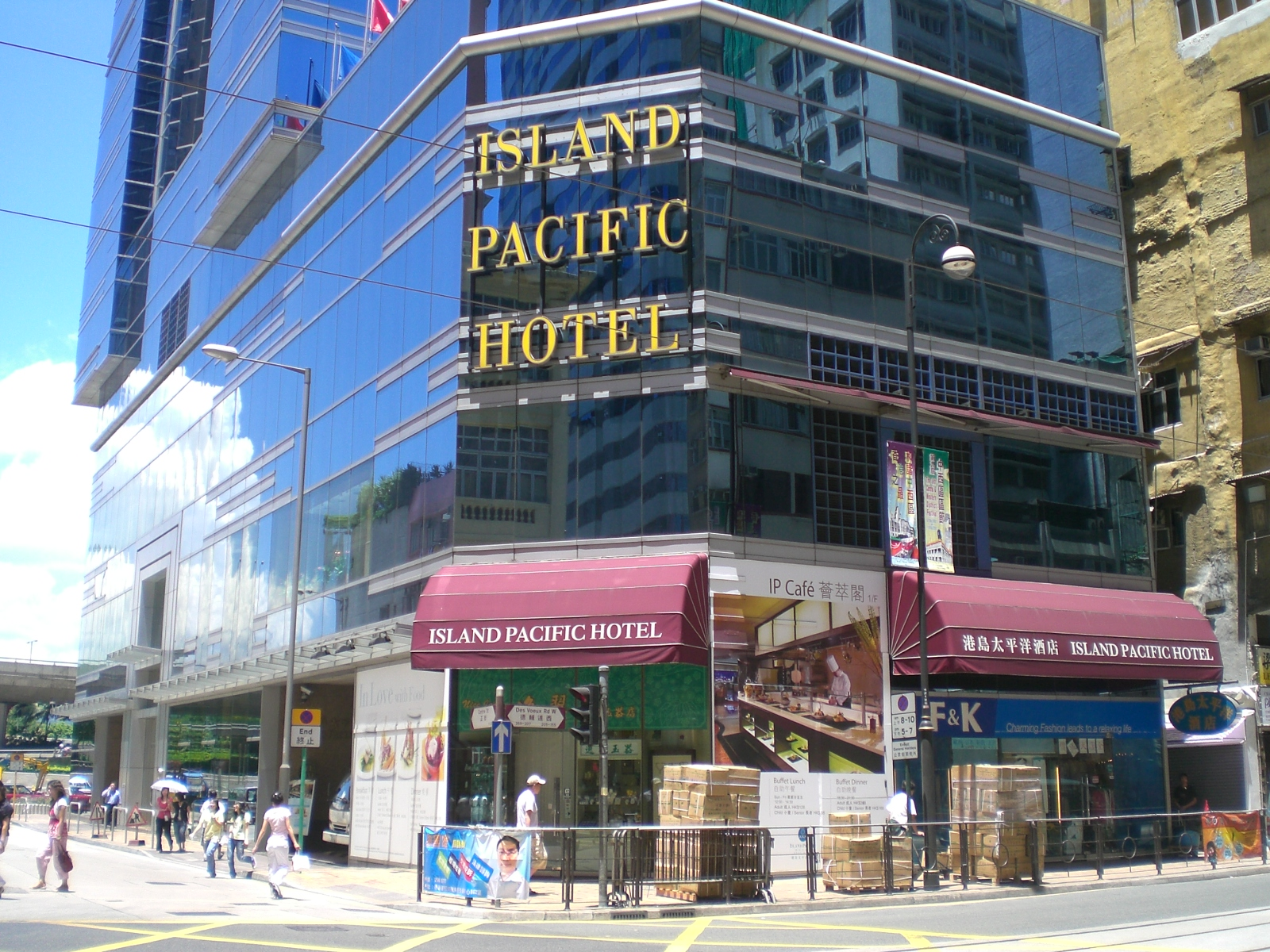
酒店基座

港島太平洋酒店（英語：Island Pacific Hotel），為香港的一間四星級酒店，位於香港島西環西營盤干諾道西152號，前身為綠晶酒店，大門向正街。酒店於1999年開幕，樓高29層，共提供328間豪華客房，包括320間客房，以及8間豪華套房，由信和集團管理。酒店是2009年東亞運動會的運動員酒店，曾在2018年進行翻新。
2021年4月10日，酒店突然停業，其facebook專頁和網頁亦已停運，信和集團承認酒店與一機構落實批量出租安排。一星期後，《南華早報》引述消息報道，指酒店獲駐港國安公署承租，作為臨時辦公大樓，提供更多工作空間。
2025年5月13日，該酒店被行政長官會同行政會議以《維護國家安全條例》列為禁地。

## 酒店設施
- 健身室
- 宴會廳

## 餐廳
- 中西環（自助餐廳）餐廳資料
- Centre Street Bar（酒吧）餐廳資料

## 參看
- 香港酒店列表
- 皇家太平洋酒店
- 城市花園酒店
- 香港黃金海岸酒店
- 香港港麗酒店
- 信和集團

## 外部連結
- 香港港岛太平洋酒店[永久]
- 港島太平洋酒店